# Jaroslav Kamiš
Jaroslav Kamiš (1. února 1928 – 24. července 2004) byl československý hokejový útočník.   Po skončení aktivní kariéry působil jako trenér.

## Hráčská kariéra
Reprezentoval Československo ve dvou utkáních se Švédskem v prosinci 1955. Na klubové úrovni hrál za Baník/VTŽ Chomutov (1948-1961) s výjimkou dvouleté vojenské služby v letech 1950-1952, kdy hrál za vojenský tým ATK Praha. Za Chomutov nastoupil ve 494 utkáních a dal 366 gólů.